# Schizodactylus minor
Schizodactylus minor är en insektsart som beskrevs av Kjell Ernst Viktor Ander 1938. Schizodactylus minor ingår i släktet Schizodactylus och familjen Schizodactylidae. Inga underarter finns listade i Catalogue of Life.